# Nikolaï Krioukov (compositeur)
Pour les articles homonymes, voir Krioukov.
Nikolaï Nikolaïevitch Krioukov (en russe : Николай Николаевич Крю́ков), né le 15 février 1908 à Moscou et mort le 5 avril 1961 également à Moscou, est un compositeur soviétique, lauréat du prix Staline en 1947 et 1948.

## Musique de film
- 1925 : Le Cuirassé Potemkine de Sergueï Eisenstein
- 1928 : Tempête sur l'Asie (Potomok Chingis-Khana) de Vsevolod Poudovkine
- 1935 : Les Aviateurs (Lyotchiki, Лётчики) de Youli Raizman

## Sources
- (ru) Cet article est partiellement ou en totalité issu de l’article de Wikipédia en russe intitulé « Крюков, Николай Николаевич (композитор) » (voir la liste des auteurs).